# Troglohyphantes cavadinii
Troglohyphantes cavadinii là một loài nhện trong họ Linyphiidae.
Loài này thuộc chi Troglohyphantes. Troglohyphantes cavadinii được miêu tả năm 1989 bởi Pesarini.